# Joló
Joló (en joloano: Tiyanggi) es un municipio filipino y la capital de la provincia de Joló. Según el censo de 2010 tenía unos 118 307 habitantes, de los cuales la inmensa mayoría (en torno al 90%) son musulmanes, y el resto cristianos, principalmente católicos. La localidad está situada en la isla de homónima de Joló y también fue el centro político durante el sultanato de Joló.

## Origen de la población
La mayor parte de la población de la zona es de origen chino, fundamentalmente provenientes del actual Singapur.

## Problemas políticos
La región de Joló tiene grupos islámicos proindependentistas, que siguen en activo a pesar de la autonomía conseguida en 1990.

## Personas destacadas
- Rosalinda Orosa

## Barangayes
Joló se divide administrativamente en 8 barangayes:
- Kambing
- Kanlagay
- Karungdong (Población)
- Masjid Bayle
- Masjid Punjungan
- Pang
- Pangdan Pangdan
- Pitogo
- Tunggol